# Закрутка

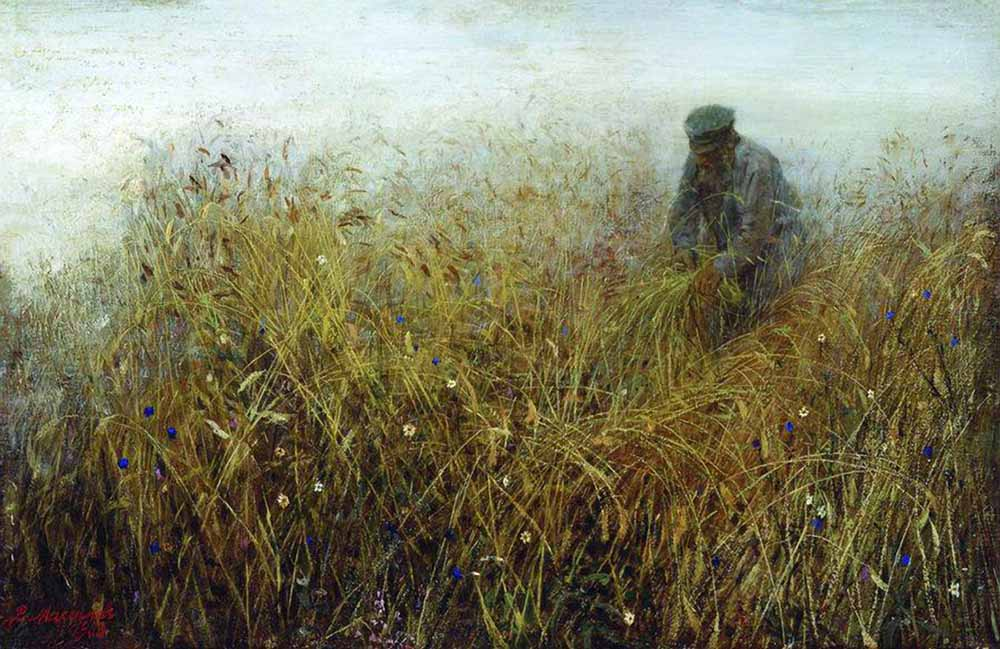
В. Максимов. «Закрутень жита», 1903

Закрутка, закрутень, також завертка, завивка, завитка, завиття — завиваний, закручений, сплутаний чи зв'язаний вузлом жмуток стеблин незжатого хліба.
Наявність на незжатому полі «закрутки» («закрутня»), за українськими народними уявленнями, розцінювалось як поганий знак, як присутність і дія «нечистої сили». Вважалося, що нечиста сила перенесе врожай з цього поля в засіки відьми, яка зробила закрутку, або відьма зробила «закрутку» щоб згубити власника поля, який може захворіти та вмерти, якщо спробує знешкодити «закрутку» самостійно або буде їсти хліб з поля, де її знайшли.
Доторкатися до закрутки вважалось небезпечним, тому її накривали гноєм, іноді обгороджували осиковими кілками або спалювали просто на полі. Також для знешкодження «закруток» часто запрошували людей, що мали репутацію знахарів, відьом тощо.